# 岡田庄作 (実業家)
岡田 庄作（おかだ しょうさく、明治13年（1880年）10月 – 没年不明）は、日本の実業家、政治家。元境商工会会頭、岡田汽船・岡田物産・境港合同運送各（株）社長。元ネオセメント・合同汽船各（株）取締。元境町会議員、西伯郡会議員。鳥取県平民。鳥取県多額納税者。海運業。幼名泰助。
岡田商店の元代表取締役会長岡田洲二の父。

## 経歴
岡田庄作の二男。前名泰助を改め襲名する。
神戸商業に学ぶ。
境港海運界の重鎮として境港発展に尽くした功績は特筆すべきものがあった。
市内光祐寺西の墓地に眠る。その墓碑に元町長足立正による墓誌銘が刻まれている。

## 家族・親族

### 岡田家
（鳥取県西伯郡境町栄町（現境港市））
- 妻・さきゑ（鳥取県、松下伊作三女[1]）

明治16年（1883年）生～没
- 二女・壽子（松下道蔵に嫁す[1]）

明治38年（1905年）生～没
- 長男・洲二[1]

明治42年（1909年）生～没
- 三女・幸代（堀啓三に嫁す）[1][4]

大正3年（1914年）生～
- 三男・洋三[1]
- 四女・淑代（菅原真哲に嫁す）[1][5]

大正7年（1918年）生～

## 関連
- 足立正
- 岡田洲二